# Хочу в Голливуд
«Хочу в Голливуд» (англ. Di Di Hollywood) — фильм испанского режиссёра Бигаса Луны.

## Сюжет
История воплощения мечты в жизнь испанской актрисы — от стрип-бара, тесной квартиры, продюсера-извращенца до славы, богатства и известности.

## В ролях
| Актёр             | Роль         |
| ----------------- | ------------ |
| Эльса Патаки      | Ди Ди        |
| Питер Койоти      | Майкл Стайн  |
| Пол Скулфор       | Стив Ричардс |
| Джованна Закариас | Нора         |
| Флора Мартинес    | Мария        |
| Ана де ла Регера  | Рита Марлоу  |

## Премьера
Мировая премьера фильма состоялась 15 октября 2010 года в Испании.
Премьера в Японии состоялась 3 февраля 2012 года.
Премьера в России состоялась 14 июня 2012 года.